# Faseverschuivingsoscillator

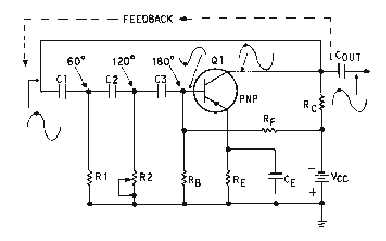
Faseverschuivingsoscillator

Een faseverschuivingsoscillator is een sinusgolfgenerator die gebruikmaakt van een RC-kring als zijn frequentiebepalend apparaat. Er bevindt zich een faseverschil van 180° tussen de ‘base’- en het ‘collector’-signaal (zie figuur). Om een regeneratieve feedback in de faseverschuivingsoscillator te verkrijgen, heeft men een faseverschuiving van 180° nodig tussen het in- en uitgangssignaal. Een RC-kring bestaande uit drie RC-secties biedt de juiste feedback en faseomzetting om deze regeneratieve feedback te geven. Elke sectie verschuift het feedbacksignaal met 60° in fase.
Aangezien de impedantie van een RC-kring capacitief is, leidt de doorgaande stroom de aangelegde spanning langs een specifieke fasehoek. De fasehoek wordt bepaald door de waarde van de weerstand en capaciteit van de condensatoren in de RC-sectie.
Als de capaciteit van de condensatoren een vaste waarde heeft, zal een verandering van de waarde van de weerstand een verandering in de fasehoek teweegbrengen. Als de waarde van de weerstand veranderd zou kunnen worden naar nul, zouden we een maximale fasehoek van 90° kunnen verkrijgen. Aangezien er geen spanning over een weerstand van 0 kan worden ontwikkeld, is een faseverschuiving van 90° niet mogelijk.
Bij een kleine waarde van de weerstand, is de fasehoek of faseverschuiving kleiner dan 90°. Bij de faseverschuivingsoscillator zijn er minstens drie RC-secties nodig om de benodigde faseverschuiving van 180° voor regeneratieve feedback te verkrijgen. De waarden van de weerstand en de capaciteit van de condensatoren worden over het algemeen zo gekozen dat elke sectie ongeveer een faseverschuiving van 60° met zich meebrengt.

## Met discrete componenten

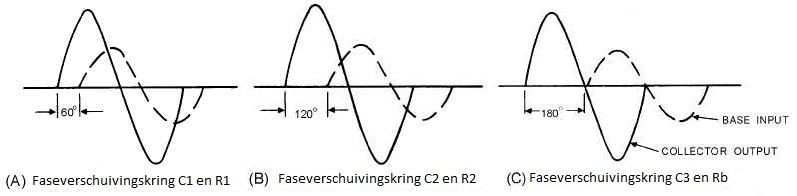
Afbeelding (A), (B), (C)

De weerstanden RB, RF en RC zorgen voor de ‘base’- en ‘collector’-instelstroom. De condensator CE trekt AC-variaties omheen de emitterweerstand RE. De condensatoren C1, C2 en C3 en weerstanden R1, R2 en RB vormen de feedback en het faseverschuivingsnetwerk. De weerstand R2 is een variabele weerstand om eventuele kleine veranderingen in waarde van andere componenten van het faseverschuivingsnetwerk te compenseren.
Wanneer er vermogen op het circuit wordt aangebracht, zullen oscillaties gestart worden door eender welke ‘random noise’ (dit zijn willekeurige elektrische variaties die intern gegenereerd worden bij elektronische componenten). Een verandering in de golf van de stroom van de ‘base’ resulteert in een versterkte verandering van de ‘collector’-stroom, die een faseverschuiving van 180° ondergaat. Wanneer het signaal wordt teruggekeerd naar de ‘base’, heeft het reeds een verschuiving van 180° meegemaakt door de werking van het RC-kring, waardoor het een regeneratief circuit wordt. In afbeelding (A) is de hoeveelheid faseverschuiving te zien die wordt geproduceerd door C1 en R1. In afbeelding (B) is de hoeveelheid faseverschuiving zien die geproduceerd wordt door C2 en R2 (met het signaal afkomstig van C1 en R1). In afbeelding (C) is de volledige faseverschuiving te zien wanneer het signaal de RC-kring verlaat.
Met de juiste weerstand en capaciteit in het faseverschuivingsnetwerk vindt de faseverschuiving van 180° enkel op één bepaalde frequentie plaats. De capacitieve reactantie verhoogt of verlaagt en zorgt voor een onjuiste faserelatie (de feedback wordt hierdoor degeneratief). Met als gevolg dat de oscillator slechts op één frequentie werkt. Om de resonantiefrequentie te bepalen van een RC-faseverschuivingsoscillator handhaven kan de volgende formule worden gehanteerd:
{\displaystyle f_{\mathrm {osc} }={\frac {1}{2\pi RC{\sqrt {2n}}}}}
waarbij n gelijk is aan het aantal RC-secties.

## Transistorimplementatie
Een high-gaintransistor moet gebruikt worden bij een RC-kring bestaande uit drie secties, omdat de verliezen in de kring hoog zijn. Door meer dan drie RC-secties te gebruiken, reduceert men het totale verliessignaal binnen de kring. Dit is omdat extra RC-secties de faseverschuiving die nodig is voor elke sectie reduceert, waardoor ook het verlies van elke sectie wordt verlaagd. Daarnaast zijn oscillatoren die vier of meer RC-kringen gebruiken stabieler dan een oscillator die er maar drie gebruikt. Bij een vierdelige RC-kring verschuift elk stuk de fase van het feedbacksignaal met ongeveer 45°, om zo de benodigde faseverschuiving van 180° te bekomen.

## Opamp-implementatie

Faseverschuivingsoscillator met een opamp

Een van de eenvoudigste implementaties van de faseverschuivingsoscillator is die met een operationele versterker (opamp), drie condensatoren en vier weerstanden. De berekeningen voor de resonantiefrequentie van de oscillator zijn relatief ingewikkeld, maar door de relevante waarden van weerstanden en condensatoren gelijk te maken vereenvoudigt de formule aanzienlijk: R = R1 = R2 = R3 en C = C1 = C2 = C3
{\displaystyle f_{\mathrm {osc} }={\frac {1}{2\pi RC{\sqrt {6}}}}}
mits aan de voorwaarde voor oscillatie is voldaan:
{\displaystyle R_{\mathrm {fb} }=29(R)}